# Роузбад (Міссурі)
Роузбад (англ. Rosebud) — місто (англ. city) в США, в окрузі Ґасконейд штату Міссурі. Населення — 390 осіб (2020).

## Географія
Роузбад розташований за координатами 38°23′5″ пн. ш. 91°24′11″ зх. д. / 38.38472° пн. ш. 91.40306° зх. д. (38.384762, -91.402961).  За даними Бюро перепису населення США в 2010 році місто мало площу 2,26 км², з яких 2,26 км² — суходіл та 0,01 км² — водойми.

## Демографія
Згідно з переписом 2010 року, у місті мешкало 409 осіб у 179 домогосподарствах у складі 107 родин. Густота населення становила 181 особа/км².  Було 197 помешкань (87/км²).
Расовий склад населення:
| - 97,1 % — білих - 1,0 % — азіатів - 0,2 % — вихідців з тихоокеанських островів - 0,2 % — корінних американців |

До двох чи більше рас належало 1,0 %. Частка іспаномовних становила 1,7 % від усіх жителів.
За віковим діапазоном населення розподілялося таким чином: 22,7 % — особи молодші 18 років, 58,0 % — особи у віці 18—64 років, 19,3 % — особи у віці 65 років та старші. Медіана віку мешканця становила 43,2 року. На 100 осіб жіночої статі у місті припадало 90,2 чоловіків;  на 100 жінок у віці від 18 років та старших — 90,4 чоловіків також старших 18 років.
Середній дохід на одне домашнє господарство  становив 42 847 доларів США (медіана — 35 089), а середній дохід на одну сім'ю — 51 672 долари (медіана — 48 021). За межею бідності перебувало 9,3 % осіб, у тому числі 2,9 % дітей у віці до 18 років та 7,5 % осіб у віці 65 років та старших.
Цивільне працевлаштоване населення становило 172 особи. Основні галузі зайнятості: виробництво — 27,3 %, освіта, охорона здоров'я та соціальна допомога — 21,5 %, будівництво — 14,0 %, мистецтво, розваги та відпочинок — 11,0 %.